# Siobhán McKenna
Siobhán McKenna  (Belfast, 24 de mayo de 1922-Dublín, 16 de noviembre de 1986) fue una actriz de teatro y cine de nacionalidad irlandesa.

## Biografía
Nació el 24 de mayo de 1923 en Belfast, Irlanda del Norte. Creció en Galway. En plena adolescencia se unió a un grupo de teatro gaélico aficionado, debutando en  1940 en el Teatro de Galway. También actuó en obras de lengua inglesa en el Abbey Theatre en Dublín. En 1946, se casó con Denis O'Dea.
En 1947, McKenna debutó en el escenario de Londres en The Chalk Garden. Luego debutó en Broadway en 1955, donde fue nominada al premio Tony por mejor actriz en un papel principal. En 1956, apareció en el Festival de Teatro de Cambridge de Saint Joan . Recibió una segunda nominación al Tony por su papel en la obra de 1958, "The Rope Dancers" , en la que actuó junto a Art Carney y Joan Blondell.
También apareció en varias películas y dramas para cine y televisión, por ejemplo en Rey de reyes como la Virgen María, o en Doctor Zhivago. En 1984, actuó en la miniserie televisiva  Los últimos días de Pompeya, como Fortunata, esposa de Gaius (Laurence Olivier), y en "The Landlady" (La propietaria) en 1998.

McKenna fue galardonada con la Medalla de Oro de la Sociedad Éire de Boston, por promover los logros culturales irlandeses. 
Finalizó su carrera en 1985 con la compañía del teatro de Druid. El 16 de noviembre de 1986, murió de cáncer de pulmón en Dublín, Irlanda, a los 63 años de edad. Dos años después de su muerte, fue admitida en el Salón de la Fama del Teatro Americano. El teatro de su natal Belfast fue bautizado  Siobhán McKenna en su honor.